# Hedvig Aurelius
Hedvig Sophia Aurelius, född 26 oktober 1843 i Gamleby socken, Kalmar län, död i augusti 1902, var en svensk författare.
Aurelius var dotter till prosten Nils Fredrik Aurelius och läraren Fredrika Charlotta Ek. Hedvig Aurelius skrev böcker för barn och ungdomar, ibland med illustrationer gjorda av Jenny Nyström.